# 多賀城市
多賀城市（日语：／ Tagajō shi */?）是位於日本宮城縣中部的城市。砂押川流經市中心並往東流，當地人口集中在多賀城站的周邊地區。多賀城市在奈良時代是陸奥國的國府多賀城的所在地，為東北地方的政治和軍事中心。由於多賀城市距離仙台市相當近，因此當地自1960年代隨著仙台市一同發展。
2019年多賀城市著手進行多賀城的南門修復工程，並於2024年11月1日多賀城建城1300週年之際對外開放修復完成的南門。

## 地理
多賀城市的東北部為丘陵，西部和東南部為由七北田川及砂押川沖積而成的平原地帶，並且坐落著面向仙台港的工業地帶。加瀨沼則坐落於轄區北部的邊界。發源於泉岳的七北田川流經多賀城市的西南部邊界，並在仙台市的蒲生海岸注入仙台灣。而發源自利府町入菅谷北部的砂押川則流經市中心，在出海口和貞山運河匯流後，於仙台港注入仙台灣。

### 氣候
由於多賀城市地處太平洋沿岸，因此氣候受到流經仙台灣附近的暖流影響。根據統計，2017年至2019年多賀城市的年均溫為13.3℃，年均降雨量則為1264毫米。冬季的降雨和降雪量皆較少，但強勁的西北季風使當地的空氣較為乾燥。

## 歷史
多賀城市的歷史可追溯至繩紋時代前期，東部的沿海地區分布著屬於繩紋時代晚期的橋本圍貝塚等遺跡。當地屬於彌生時代的遺跡較少，具代表性的遺址是位於大代地區的桝形圍貝塚。該貝塚因日本考古學家山内清男在其論文中將當地出土的土器命名為「桝形圍式土器」而聞名。而多賀城市内屬於古墳時代的遺跡僅有丸山圍古墳群與稻荷殿古墳。同時根據調查結果顯示，多賀城市西部在古墳時代中期便形成東北地方最先生產鐵器的聚落之一。而發掘出的北海道風格的土器和石器也顯示當地與北方民族具有交流。
奈良時代初期平城京整建完後，日本朝廷著手於日本各地的令制國興建國府。神龜元年（724年），按察使大野東人在當地興建多賀城。由於按察使常駐在多賀城內，使該城能同時管轄陸奧國和出羽國。之後朝廷一併在多賀城設立鎮守府，使多賀城成為東北地方的政治與軍事中心。而位於多賀城東南方約1.5公里的寺廟遺址被認為是和多賀城同時興建，名為「觀音寺」的附屬寺院。
建久元年（1190年），藤原泰衡的家臣大河兼任意圖反抗鎌倉幕府卻遭到擊敗（大河兼任之亂）。由於多賀城國府的留守所長官涉嫌在動亂中與大河兼任串通，因此源賴朝將其免職，並任命伊澤家景為新任陸奧國留守。而伊澤家景根據其職位改姓為「留守」，並且成為留守氏的家祖。
元弘3年（1333年），北畠顯家出任陸奧國國司，並且與義良親王（後來的後村上天皇）前往多賀國府。建武2年（1335年），足利尊氏發動延元之亂並攻下京都。北畠顯家奉義良親王為主帥，並率領留守氏、八幡氏等奧州兵南下奪回京都，足利尊氏則敗逃至九州。延元2年（1337年)，北畠顯家將國府移至伊達郡的靈山城。而陸奧國最終於14世紀末由足利氏支配，多賀國府之名也就此消失。慶長5年（1600年）關原之戰結束後，伊達政宗成為仙台藩的藩主，多賀城地區也改由仙台藩管轄。元祿2年（1689年）5月，詩人松尾芭蕉造訪多賀城。
明治22年（1889年），日本實施町村制，並將境內的13個村落合併成多賀城村。昭和26年（1951年），多賀城村改制成多賀城町。昭和46年（1971年），多賀城町改制成現今的多賀城市。
2011年3月11日的東日本大震災在多賀城市引發震度5強的地震，並造成188位市民死亡、市内1746棟建築全毀、1634棟建築大規模損壞與2096棟建築半毀。

## 行政
現任市長深谷晃祐於2024年10月在選舉中成功連任，其任期將持續至2028年10月。

## 人口
根據統計，1998年至2012年多賀城市的總和生育率從約1.6下降至約1.5，但其總和生育率仍然比相同時間內的日本全國和宮城縣的數值還高。而根據日本2015年的國勢調查統計，多賀城市的人口密度為每平方公里3153.7人，高居縣內第一。
| 多賀城市人口分布圖 |                                                 |  |
| 多賀城市與日本全國年齡別人口分布比較圖 （2005年資料） | 多賀城市的年齡、男女別人口分布圖 （2005年資料） |  |
| ■紫色是多賀城市 ■綠色是全国 | ■藍色是男性 ■紅色是女性                         |  |
| 多賀城市人口變化 \| 1970年 \| 36,677人 \| \| \| 1975年 \| 44,862人 \| \| \| 1980年 \| 50,785人 \| \| \| 1985年 \| 54,436人 \| \| \| 1990年 \| 58,456人 \| \| \| 1995年 \| 60,625人 \| \| \| 2000年 \| 61,457人 \| \| \| 2005年 \| 62,745人 \| \| \| 2010年 \| 63,060人 \| \| \| 2015年 \| 62,096人 \| \| \| 2020年 \| 62,827人 \| \| |                                                 |  |
| 資料來源：日本總務省統計中心提供之人口普查數據 |                                                 |  |
| 1970年 | 36,677人                                        |  |
| 1975年 | 44,862人                                        |  |
| 1980年 | 50,785人                                        |  |
| 1985年 | 54,436人                                        |  |
| 1990年 | 58,456人                                        |  |
| 1995年 | 60,625人                                        |  |
| 2000年 | 61,457人                                        |  |
| 2005年 | 62,745人                                        |  |
| 2010年 | 63,060人                                        |  |
| 2015年 | 62,096人                                        |  |
| 2020年 | 62,827人                                        |  |

## 經濟
根據日本2020年的國勢調查統計，多賀城市的就業人口中有1.1%從事第一級產業，20.4%的就業人口從事第二級產業，其餘的78.6%則從事第三級產業。由於市內具有多賀城等景點，因此當地也盛行觀光業。根據統計，2013年至2019年，多賀城市每年約有60萬至70萬名遊客造訪。

## 教育
多賀城市内共有6所小學校、4所中學校和3所高等學校，其中一所高等學校為私立學校。根據2022年5月統計，市內的小學校共有3403名學生，中等學校共有1524名學生，高等學校則共有1034名學生。

## 交通
三陸沿岸道路和國道45號皆通過多賀城市，為當地的主要道路。鐵路方面，東日本旅客鐵道的東北本線、仙石東北線和仙石線皆通過多賀城市。東北本線和仙石東北線在市內的中部地區設置陸前山王車站與國府多賀城車站，仙石線則在東部地區設置多賀城站與下馬站。

## 友好城市
多賀城市與以下日本城市為友好姐妹城市:
| 市町村   | 都道府縣 | 締結日期       |
| -------- | -------- | -------------- |
| 奈良市   | 奈良縣   | 2010年2月6日   |
| 太宰府市 | 福岡縣   | 2005年11月21日 |
| 天童市   | 山形縣   | 2006年4月22日  |